# 厄巴纳 (艾奥瓦州)
厄巴納是一個位於美國愛荷華州本頓縣的城市。

## 地理
該市的座標為42°13′27″N 91°52′41″W / 42.22417°N 91.87806°W，而該地的平均海拔高度為286米（即938英尺）。

## 人口
根據2010年美國人口普查的數據，該市的面積為5.70平方千米，均為陸地。當地共有人口1458人，而人口密度為每平方千米255人。